# Paul Zech
Paul Zech (Briesen, Prusia Occidental, hoy Wąbrzeźno, 19 de febrero de 1881 - Buenos Aires, 7 de septiembre de 1946) fue un escritor y poeta alemán.
Zech tenía la manía de manipular su biografía a discreción; es por esto que existen múltiples biografías que contienen inexactitudes e incluso mentiras. Esto fue ampliamente investigado por Brigitte Pohl (1977), Arnold Spitta (1978), Matías Martínez (1989), Uwe Eckardt (1996), Bert Kasties (1999) y, especialmente, por Alfred Hübner.
Fue galardonado con el Premio Kleist en 1918.

## Obras
- Ausgewählte Werke Hrsg. […] por Bert Kasties. 5 tomos, Aquisgrán: Shaker, 1998-99.
- Die lasterhaften Balladen und Lieder des François Villon. Nachdichtung von Paul Zech. Mit einer Biographie über Villon. Múnich, dtv, 1962, ISBN 3-423-00043-0 (versión elaborada sobre la base de Die Balladen und lasterhaften Lieder des Herrn François Villon in deutscher Nachdichtung von Paul Zech, Weimar, 1931).
- Vom schwarzen Revier zur Neuen Welt – selección de poesías. 1983, ISBN 3-446-13576-6.
- Deutschland, dein Tänzer ist der Tod, una novela. Fráncfort del Meno, 1984, ISBN 3-596-25189-3.
- Michael M. irrt durch Buenos Aires. Rudolstadt, 1985.
- Von der Maas bis an die Marne. Un diario de guerra. Rudolstadt, 1986.
- Der schwarze Baal. Novellen. Editado por M. Martínez. Gotinga, 1989, ISBN 3-89244-007-7.
- Paul Zech Lesebuch. Recopilado por Wolfgang Delseit. Colonia, 2005 [Nylands Kleine Westfälische Bibliothek 12], ISBN 3-936235-13-9. edición en línea del libro.

### Edición bilingüe
- Yo soy una vez Yo y una vez Tú (Mal bin ich Ich und mal Du), traducido, seleccionado y prologado por Héctor A. Piccoli; Editorial Serapis, Serie traslaciones, Rosario 2009, ISBN 978-987-24892-6-7.
- Árboles junto al Río de la Plata, traducido por Héctor A. Piccoli; Editorial Serapis, Serie traslaciones, Rosario 2013, ISBN 978-987-26984-8-5. Con fotografías.
- Poemas antifascistas, traducido por Héctor A. Piccoli, Dibujos de Clément Moreau. Edición preparada por Alfred Hübner; con un prólogo de Arnold Spitta; revisión general de Pablo Ascierto. ; Editorial Serapis, Serie Campanas de palo, Rosario 2016, ISBN 978-987-3670-10-7.